# Человек-обезьяна (Marvel Comics)
Человек-обезьяна (англ. Man-Ape), настоящее имя М’Баку (англ. M'Baku) — суперзлодей, появляющийся в комиксах издательства Marvel Comics. Персонаж изображён как заклятый враг Чёрной пантеры.

## История публикации
Впервые появился в Avengers #62 (март 1969); создан Роем Томасом и Джоном Буссма.

## Биография
М’Баку родился в Ваканде, в Африке. Он стал одним из величайших воинов Ваканды, уступая только Чёрной пантере. Замышлял захватить трон Ваканды с помощью запрещённого культа Белой Гориллы и превратить Ваканду в примитивное государство. М’Баку стал ренегатом и получил свои силы, купаясь в крови белой гориллы и поедая её плоть. Приняв псевдоним Человек-обезьяна, сражался с Чёрной Пантерой и, как полагали, был убит Тотемом Пантеры, который Чёрная Пантера обронил на него. Н’Гамо (помощник злодея) возрождает М’Баку, после чего тот отправляется в Америку, где как раз находился Чёрная Пантера вместе со Мстителями.
М’Баку объединяет себя с оригинальным Смертельным легионом, состоящим из Мрачного Жнеца, Живого Лазера, Властного Человека и Меченосца. Он — первый член, встреченный Мстителями. М’Баку нападает на Капитана Америку, но остальные Мстители отбивают атаку. Затем он захватывает подругу Чёрной Пантеры Монику Линн, приковывая её руки и ноги металлическими скобами. Чёрная Пантера попадает в ловушку и выбивается взрывающейся куклой Моники. Он скован цепью и встречается с другими членами. Легион привязывает его и Монику к стульям перед отъездом, хотя он в состоянии убежать и связаться с другими членами, прежде чем Мрачный Жнец победит его. Легион побежден Мстителями после того, как Вижен одолевает Властного Человека и освобождает других членов. Человек-обезьяна снова выигрывает Чёрную Пантеру, пока терпит поражение от Капитана Америки. Чёрная Пантера изгоняет Человека-обезьяну из Ваканды по приказу казни, если он вернется.
Человек-обезьяна позже присоединяется к новому Смертельному легиону (состоящему из Грим Рипера, Чёрного Когтя, Голиафа (последний псевдоним Эрика Йостена), Некры и Альтрона-12) и сражается с Тигрой, но отказывается от Грим Рипера вместе с Чёрным Когтем, когда Расизм Жнеца стал для него слишком терпимым.
Человек-обезьяна путешествует в необитаемые районы мира, прежде чем присоединиться к воплощению Малиновского Коула Мастеров Зла, которое побеждено Громовержцами.
Несмотря на его соперничество с Т’Чаллой, М’Баку был приглашён на свадьбу Т’Чаллы и Ороро Мунро (также известная как Шторм из Людей Икс), где он напивается виски и пытается выбрать бой с Человеком-пауком.
Человека-обезьяну можно увидеть в конце Heroes for Hire # 6, объединённого с Тёмным жнецом и Саботажем.
Человек-обезьяна убит Морлуном: Пожирателем тотемов, защищая своих людей от нападения Морлуна в царстве Человека-обезьяны. Но перед своей очевидной смертью он посылает посланника в Ваканду, чтобы предупредить их о приближающейся опасности. Человек-обезьяна позже появляется живым, когда он был замечен в качестве члена Злодеев Пурпурного человека по найму.

## Силы и способности
Человек-обезьяна обрёл сверхчеловеческие силы, поглотив плоть священной белой гориллы и купаясь в крови белой гориллы, очаровываясь его мистической передачей способностей редкой Белой Гориллы Ваканды. Мистически усиленные силы М’Баку включают сверхчеловеческую силу, скорость, ловкость, выносливость и стойкость, равные таковым у мистической белой гориллы Ваканды.
Он имеет обширную официальную военную подготовку по рукопашному бою из Вакандийской Королевской милиции.

## Другие версии

### JLA/Avengers
«Человек-обезьяна» входит в число контролируемых разумом злодеев, которые нападают на героев, когда они нападают на Крепость Крона и сражаются с Большой Бертой.

### Ultimate Marvel
Во вселенной Ultimate Marvel М’Баку — это имя старшего брата Т’Чаллы. После того, как юный Т’Чалла не смог завершить «Испытание Черной Пантеры», М’Баку высмеял его, сказав что он должен был принять участие в суде. Позднее, рассердившись на то, что его отец решил поделиться технологией Ваканды в обмен на помощь Америки в спасении жизни Т’Чаллы, М’Баку покинул королевство.

## Вне комиксов

### Телевидение
- Человек-обезьяна появляется в мультсериале «Мстители. Величайшие герои Земли» в эпизоде «Человек в муравейнике», озвучен Кевином Майклом Ричардсоном. Он бросает вызов Т’Чаке за трон Ваканды и убивает его в бою с помощью Кло. Когда Человек-обезьяна занимает престол, Т’Чалла уходит и становится Чёрной Пантерой, чтобы заручиться помощью Мстителей в освобождении Ваканды от злодеев. Пока Ваканда была подконтрольна Человеку-обезьяне, Кло за свою помощь получил полный доступ к вибраниумным залежам. В эпизоде «Путь Пантеры» Человек-обезьяна говорит с Мрачным Жнецом о покупке вибраниума Гидрой; он говорит Жнецу, что если он попытается предать его, то вся Гидра пожалеет об этом. Чёрная Пантера и Капитан Америка противостоят Человеку-обезьяне, который посылает охранников сражаться с ними. В то время как Капитан Америка борется с охранниками, Человек-обезьяна заканчивает борьбу с Чёрной Пантерой, где Человек-обезьяна использует звуковое устройство, данное ему Кло. Однако, Пантера преодолевает звуковое устройство и одолевает Человека-обезьяну, освобождая Ваканду от правления злодея.

### Фильмы
- М'Баку появился в фильме «Чёрная пантера» в 2018 году, где его сыграл Уинстон Дьюк[13]. Он впервые появляется на коронации Т'Чаллы и бросает ему вызов, но проигрывает. Позже после предполагаемой смерти Т'Чаллы к нему приходят королева Рамонда, Шури, Накиа и Эверетт Росс, предлагающие получить силу от сердцевидного цветка и свергнуть Киллмонгера. Но М'Баку показывает им найденного Т'Чаллу, выжившего, но находящегося при смерти. Исцелившийся Т'Чалла просит М'Баку помочь в борьбе с Киллмонгером, но тот отказывает. Во время битвы Дора Милаже против Приграничного племени, возглавляемого В'Каби, он всё же приходит на помощь вместе со своим племенем.
- Также М'Баку появляется в фильме «Мстители: Война бесконечности», участвуя в битве с армией Таноса. В конце фильма после щелчка Таноса он выживает.
- М’Баку возвращается в фильме «Мстители: Финал» во время последней битвы с Таносом и его армией из прошлого.
- М’Баку вернулся в фильме «Чёрная пантера: Ваканда навеки».
- М’Баку вернётся в фильме «Мстители: Судный день».

### Видеоигры
- Человек-обезьяна выступает в качестве босса в уровне Ваканда в игре Marvel: Ultimate Alliance 2 для PlayStation 2, PlayStation Portable, Nintendo DS и Wii, озвучен Эмерсоном Франклином. Подобно его комиксовому происхождению, М’Баку проводит нападение на Ваканду, стремясь узурпировать трон у Т’Чаллы, а страна недееспособна волной враждебных нанитных машин, вызванной «Сгибом».
- Человек-обезьяна появляется как босс в игре для Facebook Marvel: Avengers Alliance.
- Человек-обезьяна появляется в игре Marvel Heroes. Он появляется в качестве босса в миссии «Вибрационные мины».
- Человек-обезьяна появляется как играемый персонаж в DLC Чёрной Пантеры для Lego Marvel's Avengers[14].